# Fronteras del infinito
Fronteras del infinito (en inglés: Borders of Infinity) es el título de una recopilación de tres relatos cortos de la Serie de Miles Vorkosigan; una saga de ciencia ficción escrita por la novelista norteamericana Lois McMaster Bujold. El personaje principal de la saga, Miles Vorkosigan, rememora tres aventuras en distintos momentos de su juventud, enlazadas entre sí por una sencilla historia protagonizada por Illyan, el jefe de seguridad de Barrayar, y el propio Miles.
No debe confundirse este libro con el relato corto Fronteras del infinito (1987); una de las tres historias contenidas en el volumen, y que da título a la recopilación.

## Las montañas de la aflicción
El primero de los relatos, Las montañas de la aflicción (Mountains of Mourning), sitúa a Miles en una aventura en la que tendrá que enfrentarse a los prejuicios de su pueblo contra los mutantes. Recoge una interesante trama de carácter casi detectivesco y unos planteamientos éticos que permiten cierta reflexión.
Miles tiene aquí 20 años, por lo que en la cronología interna de la obra, esta aventura se sitúa después de El aprendiz de guerrero, e inmediatamente antes de El juego de los Vor.
Este relato, publicado en mayo de 1989 en la revista Analog, obtuvo los premios Nébula y Hugo en la categoría de mejor novela corta en los años 1989 y 1990, respectivamente.
| Precedido por:          | Serie:                    | Seguido por:        |
| ----------------------- | ------------------------- | ------------------- |
| El aprendiz de guerrero | Serie de Miles Vorkosigan | El juego de los Vor |

## Laberinto
El segundo de los relatos, Laberinto (Labyrinth), presenta el mundo de Jackson's Whole, donde Miles se verá implicado en una espiral de hechos para rescatar al Doctor Canaba; hechos que le llevarán a rescatar también, con una cierta 'ayuda' del barón Fell, a un personaje que aparecerá posteriormente en sus aventuras: Taura, de los dominios de Ryoval.
En este relato Miles tiene 23 años, de modo que los hechos son posteriores a lo acontecido en la novela Ethan de Athos
Al igual que el relato anterior, Laberinto se publicó inicialmente en 1989 en la revista Analog.
| Precedido por: | Serie:                    | Seguido por:           |
| -------------- | ------------------------- | ---------------------- |
| Ethan de Athos | Serie de Miles Vorkosigan | Fronteras del infinito |

## Fronteras del infinito
Fronteras del infinito (Borders of Infinity), es el último de los relatos, y el que da título al libro. Trata sobre una maquinación de Miles y los Dendarii para liberar a los prisioneros de un campo de concentración absolutamente inexpugnable, para lo cual Miles se deja encerrar en el campo.
Este relato fue publicado por primera vez en 1987 en la revista Freelancers.
De los tres relatos de la recopilación, los dos últimos, que cronológicamente son consecutivos, serán importantes en el desarrollo de Hermanos de armas; la siguiente aventura de Miles Vorkosigan.
| Precedido por: | Serie:                    | Seguido por:      |
| -------------- | ------------------------- | ----------------- |
| Laberinto      | Serie de Miles Vorkosigan | Hermanos de armas |